# Kenneth Parnell
Kenneth Eugene Parnell (26 de setembro de 1931 — 21 de janeiro de 2008) foi um criminoso sexual americano condenado, estuprador de crianças e sequestrador conhecido por cometer os sequestros de Steven Stayner, de sete anos, e Timothy White, de cinco anos, em Merced, Califórnia. Ele foi condenado em 2004 por tentar comprar uma criança para fazer sexo e morreu na prisão.

## Juventude
Kenneth Parnell nasceu em Amarillo, Texas, filho de Cecil Frederick e Mary Olive (Pollard) Parnell, durante a era da dust bow da região, que coincidiu com a Grande Depressão. Mais tarde, ele se mudou com sua mãe, suas duas meias-irmãs e um meio-irmão para Bakersfield, Califórnia. Parnell foi criado principalmente sem seu pai, que abandonou a família quando Parnell tinha seis anos. Ele passou grande parte de sua adolescência dentro e fora de instituições juvenis e psiquiátricas.
Em março de 1951, Parnell foi preso por sodomizar um menino e se passar por um policial ; foi condenado a quatro anos de prisão. Parnell havia atraído a criança usando um distintivo de xerife que ele comprou em uma loja de excedentes da marinha do exército. Ele escapou de uma instituição estatal em Norwalk, mas foi recapturado.
Em uma entrevista de 2000 sobre seu crime de 1951, Parnell disse que sequestrou e molestou o menino porque sua esposa estava grávida e que ele "tinha que encontrar outra saída". Ele alegou ter sido casado três vezes, mas apenas dois registros de seus casamentos foram encontrados. Parnell se casou em 1950, teve uma filha em 1951 e se divorciou em 1957. Mais tarde naquele ano, ele se casou novamente e teve outra filha. Parnell negou na mesma entrevista ter sido abusado sexualmente, embora o livro de Mike Echols, I Know My First Name Is Steven, afirme que ele foi realmente molestado aos 13 anos por um pensionista em uma casa de aluguel que sua mãe possuía em Bakersfield.
Mais de uma década após o caso de sodomia, Parnell foi condenado por assalto à mão armada em Utah. Enquanto estava preso, sua segunda esposa pediu o divórcio. Parnell afirmou ter se casado pela terceira e última vez em 1968, mas nenhum registro foi encontrado para comprovar isso.

## Sequestro de crianças
Em 4 de dezembro de 1972, Parnell sequestrou Steven Stayner, de sete anos de idade, residente da Merced, com a ajuda de Edward Ervin Murphy, um colega de trabalho do Yosemite Lodge, onde Parnell trabalhava como auditor noturno. Stayner foi levado para Catheys Valley. (A cabana de Parnell estava, sem o conhecimento de Stayner, localizada a apenas algumas centenas de metros da residência de seu avô materno.) Parnell disse a Stayner que seus pais não podiam mais mantê-lo, que um juiz havia dado a custódia legal a Parnell e que seu novo nome era "Dennis".
Stayner viveu como "filho" de Parnell por sete anos, durante os quais foi repetidas vezes abusado sexualmente. Além do abuso sexual, Stayner afirmou mais tarde que a atitude de Parnell mudou de espancamentos para às vezes "mimá-lo". À medida que Steven envelheceu e entrou na puberdade, o interesse sexual de Parnell em Stayner diminuiu e Parnell procurou um novo menino para "construir sua família". Ele havia tentado outro sequestro com sua amante Barbara Mathias, mas isso não saiu como planejado. Ele também ordenou Stayner para ajudá-lo em sequestros, mas Stayner sempre falhou em pegar a criança alvo a ponto de Parnell parar de usar Stayner como cúmplice, repreendendo-o por ser um "incompetente". Anos depois, em entrevistas, Stayner admitiu sabotar intencionalmente os sequestros.

### Prisão
Em 14 de fevereiro de 1980, Parnell sequestrou Timothy White, de cinco anos, de Ukiah com a ajuda de Sean Poorman, um menor e um conhecido de Stayner. Semanas depois, Stayner escapou da casa de Parnell com White; mais tarde ele disse que não queria que o menino passasse pelo abuso que ele havia sofrido. Stayner esperou até que Parnell tivesse ido para seu trabalho noturno em um motel local em 1º de março de 1980 e, carregando White nas costas, pegou carona para Ukiah. Não familiarizado com a cidade, Stayner decidiu que a melhor opção era procurar a polícia local, que originalmente o considerava um delinquente, até que uma busca exaustiva de cartazes de crianças desaparecidas e um interrogatório fragmentado confirmaram que ele também era uma criança desaparecida. Ao amanhecer da manhã seguinte, Parnell foi preso. Enquanto os investigadores estavam verificando o passado de Parnell, a condenação por sodomia de 1951 veio à tona, embora na época Stayner insistisse que Parnell não havia abusado sexualmente dele.

### Julgamentos em 1981
Parnell foi julgado por sequestrar Stayner e White, mas não por abuso sexual. Ele foi condenado por ambos os sequestros e cumpriu cinco anos de sua sentença de sete anos de prisão. Edward Murphy, cúmplice de Parnell no sequestro de Stayner, foi condenado a cinco anos de prisão e em liberdade condicional após dois anos. Sean Poorman, colega de escola de Stayner que auxiliou Parnell no sequestro de White, foi condenado a uma pena em um campo de trabalho juvenil. Barbara Mathias, namorada de Parnell que viveu com ele e Stayner por algum tempo, nunca foi acusada de qualquer violação e cooperou com as autoridades nos julgamentos de Parnell.
Stayner morreu em 1989 de ferimentos sofridos em um acidente de moto.

## Condenações de 2004
Em janeiro de 2003, Parnell foi preso novamente depois de tentar coagir seu cuidador a comprar para ele um menino de quatro anos. Parnell tinha, nessa época, 71 anos e problemas de saúde, sofrendo de diabetes e enfisema, além de outras doenças causadas por um derrame que ele havia sofrido anteriormente, exigindo assistência de enfermagem 24 horas por dia em seu apartamento bagunçado no bloco 2600 da Mathews Street em Berkeley.
A cuidadora, Diane Stevens, estava ciente do passado de Parnell e cooperou com a polícia na criação de uma operação policial que levaria à sua prisão. De acordo com o depoimento de Diane Stevens, Parnell solicitou que a criança tivesse um reto "limpo", indicando intenções sexuais. Ele pagou US$ 100 por uma certidão de nascimento e tinha US$ 400 consigo pela conclusão da transação quando receberia a criança em 3 de janeiro de 2003. Parnell foi preso naquele dia, posteriormente dizendo às autoridades "eu queria uma família".
Parnell foi condenado em 9 de fevereiro de 2004, sob a acusação de tentativa de compra de uma criança e tentativa de abuso sexual infantil, embora nenhuma criança tenha sido alvo. A promotoria argumentou com sucesso que auxiliares sexuais e pornografia encontradas no apartamento, juntamente com o próprio testemunho de Stevens, foram suficientes para provar que as intenções de Parnell eram de natureza criminosa. Parnell foi condenado a 25 anos de prisão perpétua sob a lei dos "três strikes" da Califórnia.
O promotor Tim Wellman discutiu amplamente seu caso perante o júri, mostrando uma apresentação de slides de Stayner marcado com "1", depois de White marcado com "2" e uma tela em branco marcada com "3" para mostrar a criança inexistente que teria sido sequestrada se a polícia não foi notificado. Wellman disse que Parnell "estava procurando um último hurra. Um último Steven Stayner, um último Timmy White."

## Morte
Parnell permaneceu encarcerado até sua morte em 2008 no Centro Médico da Califórnia em Vacaville, Califórnia. De acordo com funcionários da prisão, Parnell morreu de causas naturais. Ele estava sob cuidados paliativos por muito tempo.

## Representações na mídia
O relato de Stayner de seu tempo com Parnell formou a base de um livro de Mike Echols, cujo manuscrito foi adaptado como a minissérie de TV de 1989 I Know My First Name Is Steven com Arliss Howard no papel não creditado de Parnell. O livro foi publicado com o mesmo título em 1991. (A minissérie também foi lançada sob o título alternativo The Missing Years.)